# Kyštym
Kyštym (in lingua russa Кышты́м) è una città di 35.325 abitanti situata nell'oblast' di Čeljabinsk, in Russia, vicino alla città di Ozërsk e a 90 chilometri dal capoluogo della regione, la città di Čeljabinsk, a sud-est dei monti Urali.

## Storia
Kyštym fu fondata nel 1757; ricevette lo status di città il 20 dicembre 1934.

## Il disastro nucleare
Il 29 settembre 1957, a Kyštym, nella centrale nucleare di Majak, ci fu una violenta esplosione. In un vasto territorio si liberò una nuvola di nitrati contaminati, e le zone più colpite furono Kyštym, Ozërsk, Kasli e tutto l'oblast' di Čeljabinsk. In tutto, 800.000 chilometri quadrati di terreno furono contaminati da questa sostanza: furono inquinate foreste, villaggi, ma anche grosse città come Čeljabinsk. Oltre 200.000 persone furono contaminate dai radionuclidi.

## Popolazione
- 30.300 (1952)
- 36.100 (1970)
- 39.800 (1979)
- 42.800 (1989)
- 41.900 (2002)
- 35.300 (2023)

## Galleria d'immagini

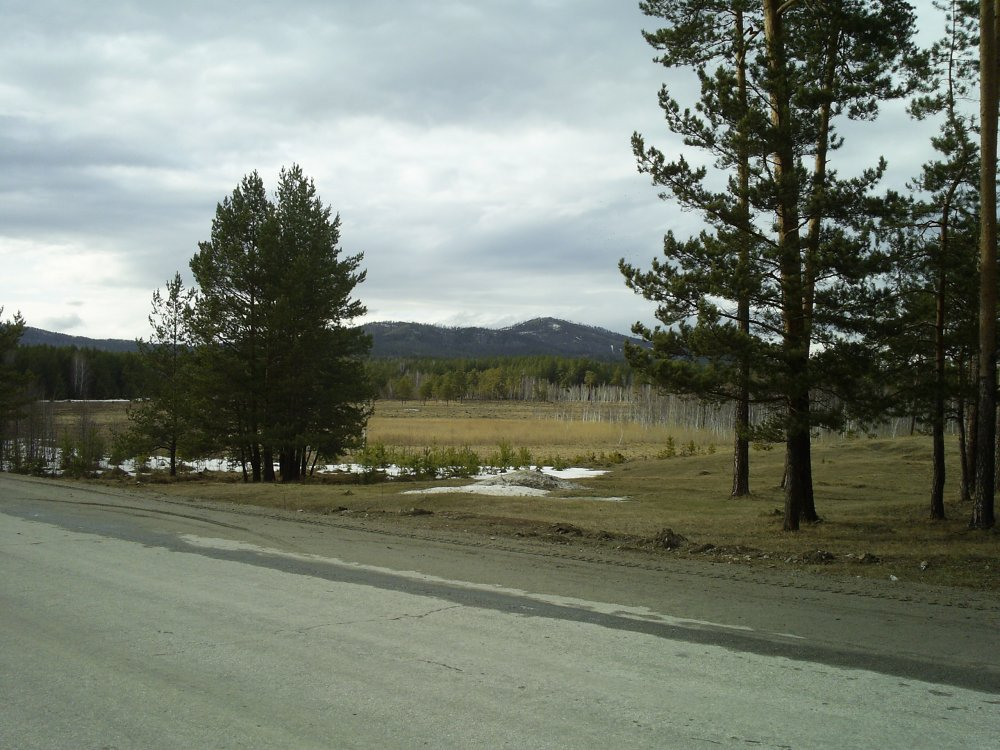
I dintorni
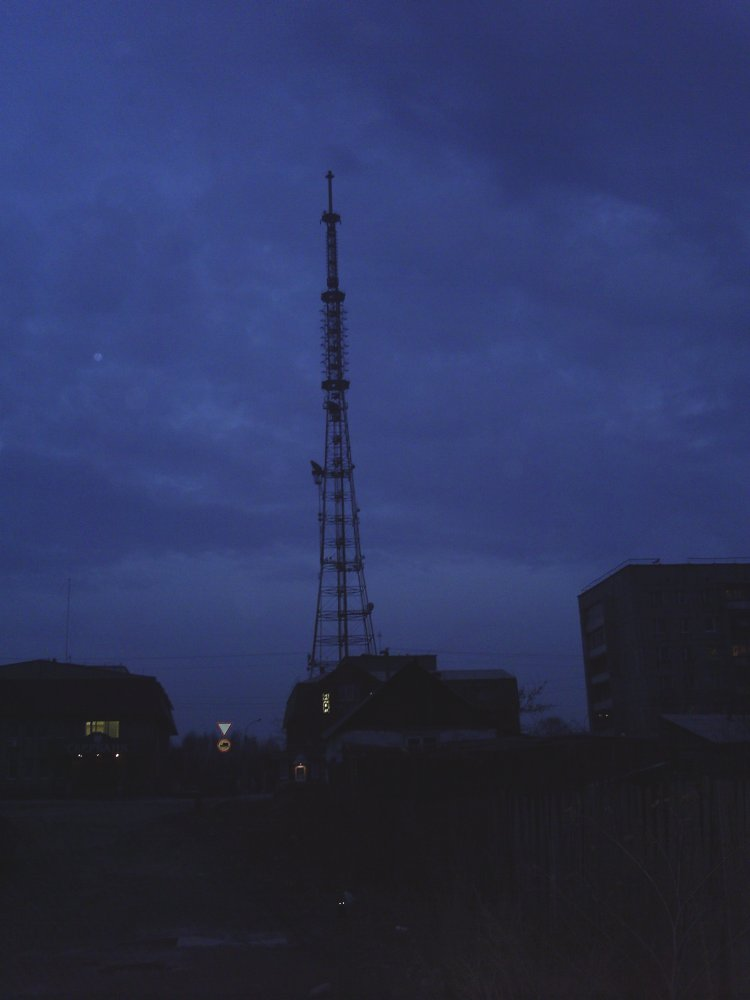
La torre della radio
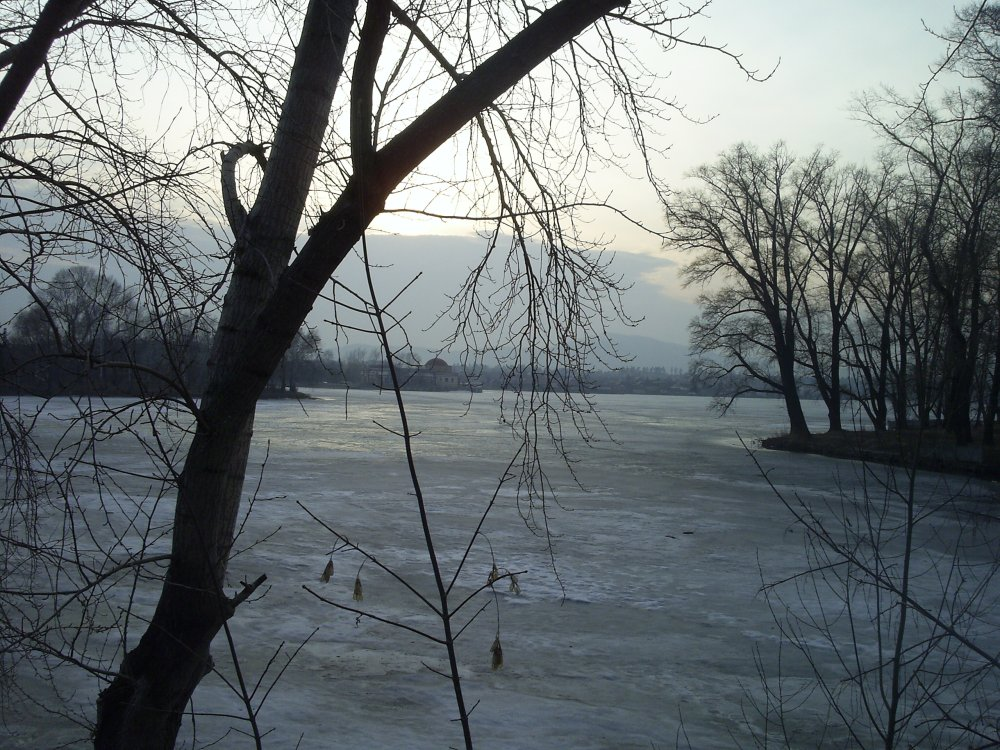
Vista dei dintorni